# محرقة الجثث

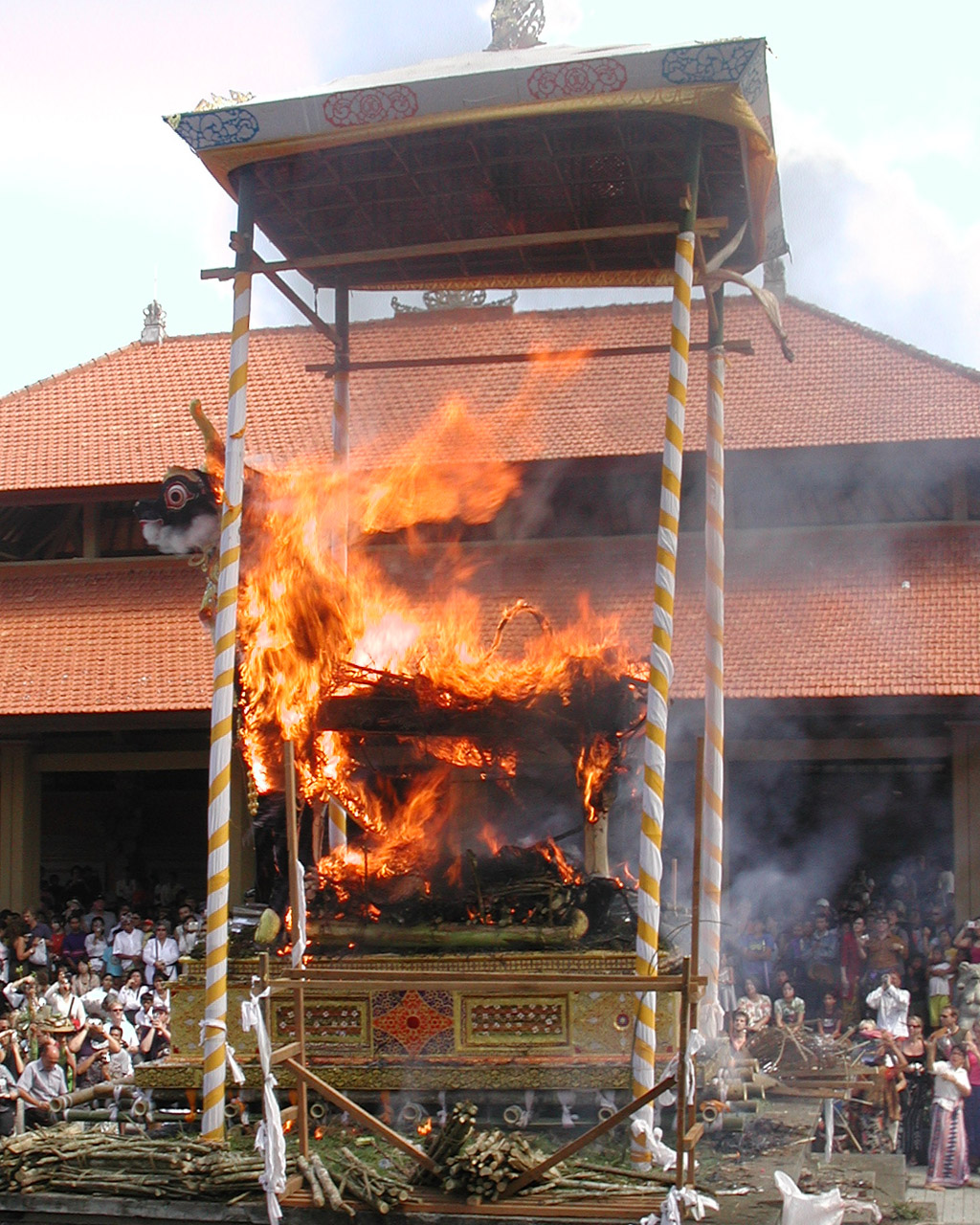
مراسم حرق في مدينةأوبود (مدينة في أندونيسيا)

محرقة الجثث هي بناء من كومة خشب، لحرق جثة كجزء من طقوس الجنازة أو الإعدام في بعض الديانات. كشكل من أشكال الحرق، حيث يوضع الجسم على المحرقة ومن ثم يحرق.